# Homeyenbrücke
Die Homeyenbrücke ist eine Straßenbrücke über die Brandenburger Niederhavel im Stadtgebiet der kreisfreien Stadt Brandenburg an der Havel. Sie führt den Grillendamm über die Havel.

## Geschichte
Bereits im Jahr 1216 wird urkundlich eine Verbindung der Altstadt zum Fernhandelsweg nach Osten und der Burg Brandenburg, der heutigen Dominsel, erwähnt. Der Name Homeyenbrücke erschien erstmals in einer Urkunde von 1384. Davor wurde sie auch als Krakauer Brücke bezeichnet, ein Hinweis auf den Verlauf des Handelsweges nach Osten. Um der aufkommenden Schifffahrt in der Stadt eine problemlose Fahrt auf dem Fluss zu ermöglichen, entstand 1574 erstmals eine Zugbrücke und ein Brückenhaus als Unterkunft für die Brückenknechte. Die bis dahin immer hölzerne Klappbrücke wurde erst im Jahre 1936 als letzte der ehemaligen Klappbrücken in der Stadt durch eine Betonbrücke ersetzt. 
In der Frühgeschichte der Stadt Brandenburg stand auf der Dominsel eine gut gesicherte Burg. Undurchdringliche, sumpfige und wasserreiche Flächen schützten diese Burg. Mit der Gründung der Altstadt und der Neustadt am Ende des 12. Jahrhunderts verlor die Burg ihre strategische Bedeutung. Die Einwohner beider Städte legten nördlich und östlich der Burg befahrbare Dämme an. In Verbindung mit dem Bau dieser Dämme wurde im Jahre 1217 eine Homeyenbrücke erwähnt. 
Die Homeyenbrücke lag direkt vor dem Altstädtischen Mühlentor und ein Vortor schützte sie vor feindlichen Übergriffen. Am Ende des Zweiten Weltkrieges wurde die Homeyenbrücke  von 1936 gesprengt und im Jahre 1946 wieder aufgebaut und am 20. Juli 1946 dem Verkehr wieder übergeben. Die Brücke stand auf der Denkmalliste der Stadt Brandenburg an der Havel. Mehrere Jahre lang konnte die Homeyenbrücke nur noch halbseitig eingeschränkt befahren werden, da sie dem Straßenverkehr nicht mehr gewachsen war. Am 16. März 2009 wurde die Brücke endgültig für den Straßenverkehr geschlossen und abgerissen. Eine moderne Stahlverbundbrücke wurde im Frühjahr 2010 für den gewachsenen Autoverkehr freigegeben.

## Namensdeutung
Mehrere Historiker haben sich mit der Deutung des Wortes homeye oder homeide auseinandergesetzt. Prof. Dr. Otto Tschirch gibt wiederum an, dass homeye, homeide in einer ganzen Reihe niederdeutscher Städte von Aachen bis Elbing erscheint. Als Homeie, auch Hameide, Hameye, Homeye oder Homeyde, wird eine einer mittelalterlichen Stadtbefestigung vorgesetzte Wehranlage bezeichnet. Meist diente sie zum Schutz von Brücken oder kleineren Zollstationen. Nach Scheller wird von ihr auch ein Wachthaus oder ein Wachtturm bezeichnet.

## Bilder

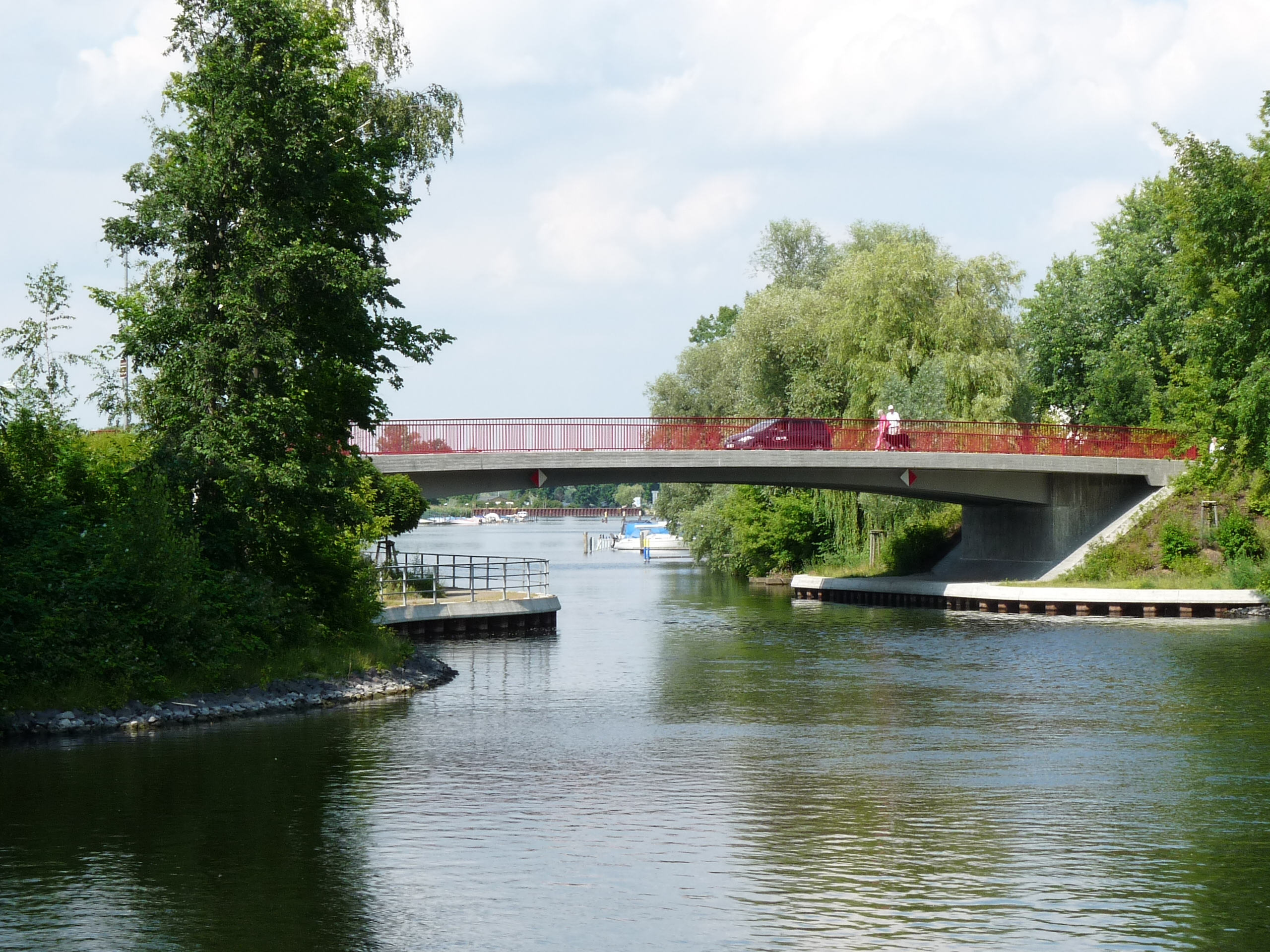
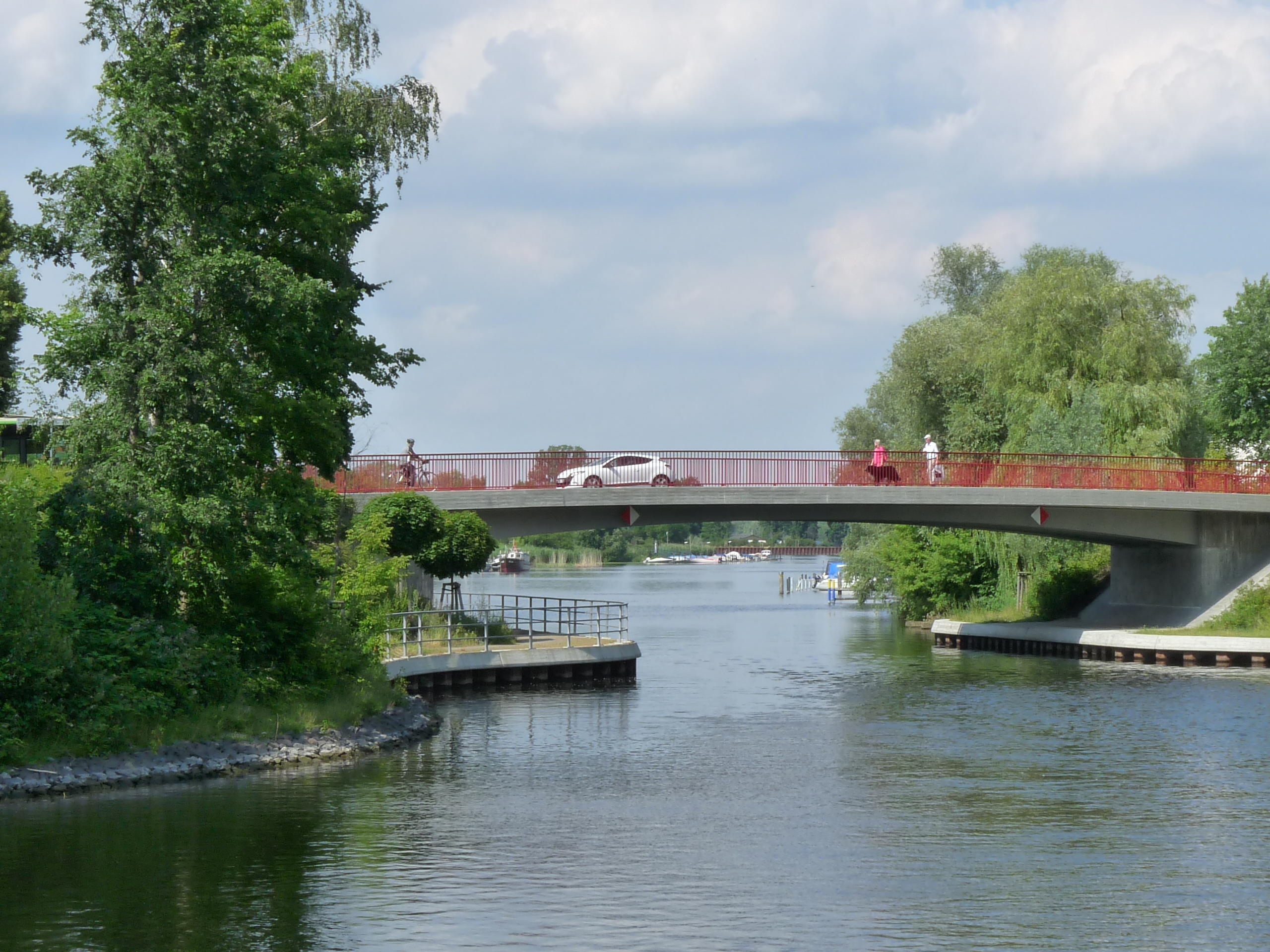
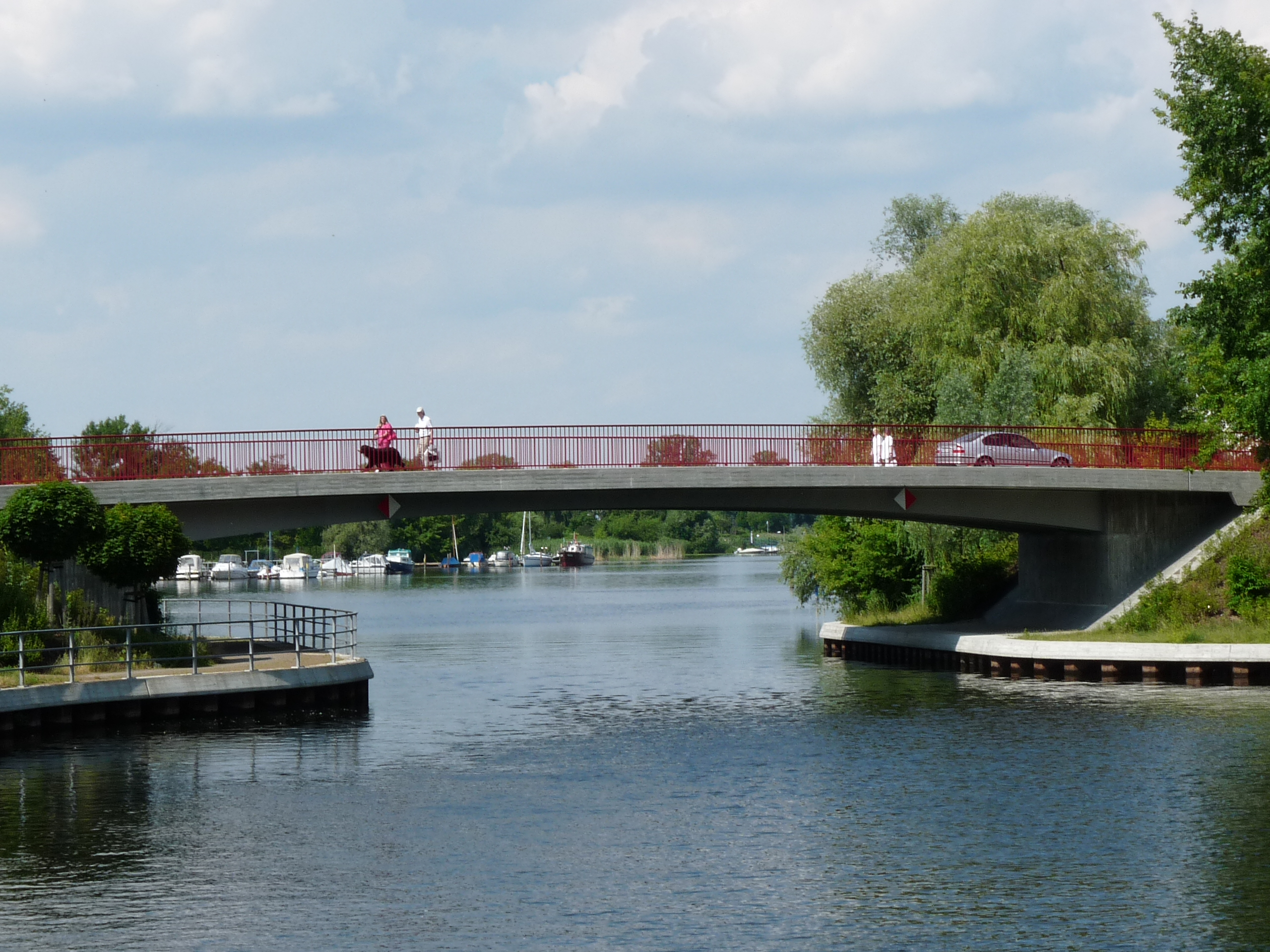
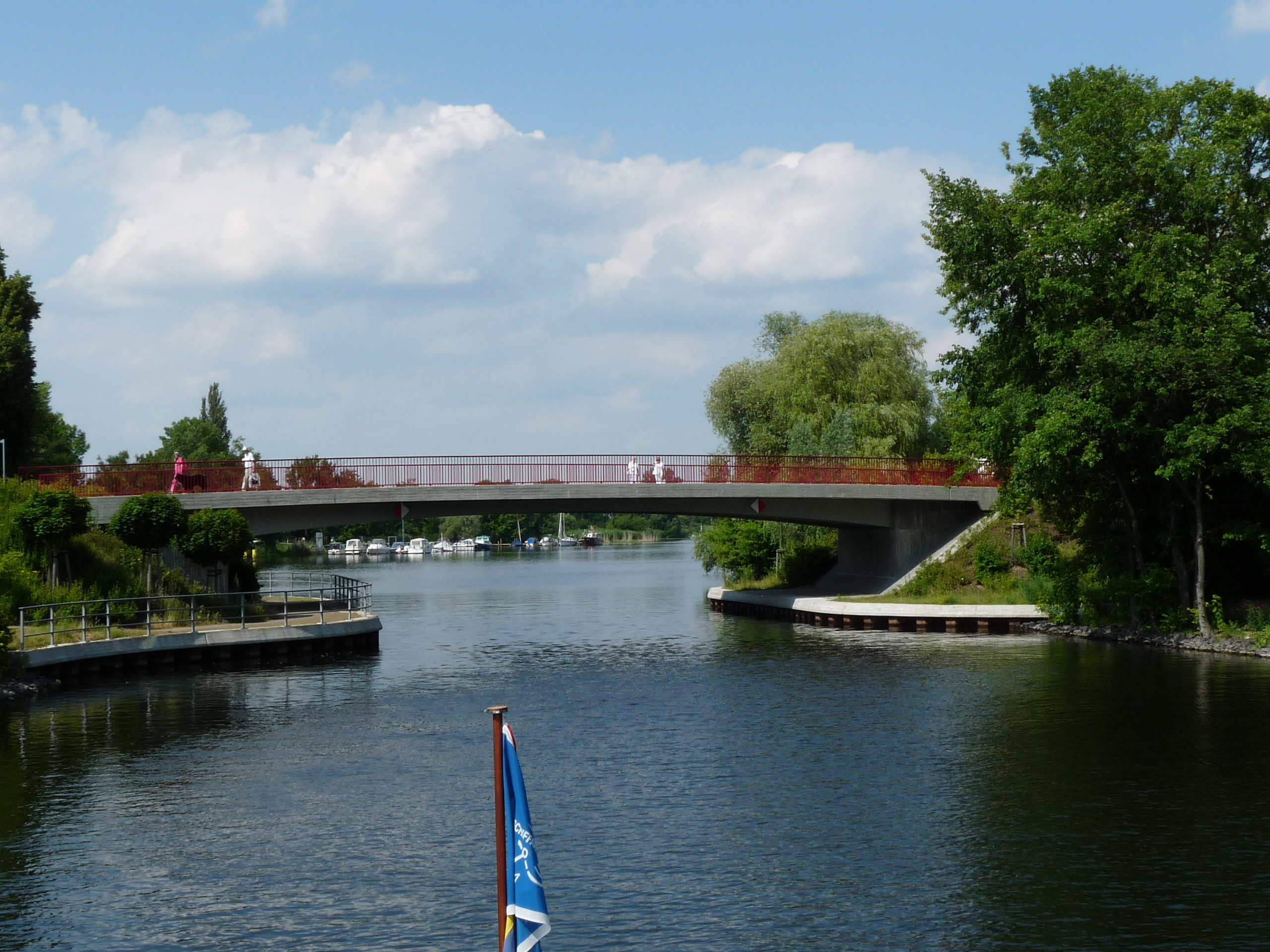

## Karten
- Folke Stender: Redaktion Sportschifffahrtskarten Binnen 1 Nautische Veröffentlichung Verlagsgesellschaft ISBN 3-926376-10-4.
- Autorenkollektiv W. Ciesla, H. Czesienski, W. Schlomm, K. Senzel, D. Weidner: Schiffahrtskarten der Binnenwasserstraßen der Deutschen Demokratischen Republik 1:10.000, Band 3. Herausgeber: Wasserstraßenaufsichtsamt der DDR, Berlin 1988 OCLC 830889996